# Solomon Burke

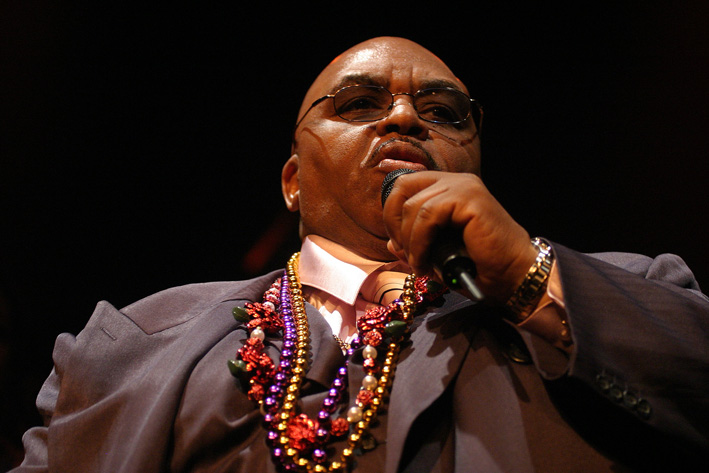
Solomon Burke (2008)

Solomon Burke (* 21. März 1940 in Philadelphia, Pennsylvania; † 10. Oktober 2010 in Haarlemmermeer, Niederlande) war ein US-amerikanischer Soul- und Rhythm-and-Blues-Sänger, der in den 1960er Jahren den Höhepunkt seiner Popularität erlebte und auch als Komponist von Hits wie Everybody Needs Somebody to Love tätig war.

## Leben
Das älteste von insgesamt sieben Kindern begann schon sehr früh, im Chor der Kirche seiner Großmutter zu singen und predigte bereits mit neun Jahren vor der dortigen Gemeinde, wo er als „Wonder Boy Preacher“ bekannt war. Mit zwölf Jahren reiste er in der Umgebung Philadelphias umher und trat als Gospel-Sänger auf. 1954 bekam Burke von seiner Großmutter zu Weihnachten eine Gitarre geschenkt. 1955 meldete er sich mit seiner Band, den Cavaliers, bei einer Talentshow an. Dort wurde die Frau eines berühmten Radio-DJs auf Burke aufmerksam und verschaffte ihm im Dezember 1955 einen Plattenvertrag bei Apollo Records in New York, wo er sowohl geistliche als auch weltliche Musik aufnahm.

Solomon Burke – Got to Get You off My Mind

Die Platten floppten alle und Apollo konnte Burke nicht bezahlen, weshalb er schon bald nach Philadelphia zurückkehrte. Dort leitete er einige Zeit das Beerdigungsinstitut einer Tante. Nach einigen ebenfalls nicht erfolgreichen Aufnahmen bei Singular Records bekam Burke 1960 schließlich einen Vertrag bei Atlantic Records. Mit dem Country-Hit Just Out of Reach kam er im September 1961 erstmals in die US-Charts. Zwischen dem Aufnahmedatum 6. Dezember 1961 und der Aufnahmesession am 28. August 1964 war Bert Berns als Produzent für Burke zuständig. In diesem Zeitraum erschienen bei Atlantic Records insgesamt 13 Singles, darunter If You Need Me, das bis auf Platz 2 der Rhythm-&-Blues-Charts vordrang oder das temporeiche Everybody Needs Somebody to Love. Ironischerweise wurde die nächste Single ohne den Produzenten Berns, nämlich das im Februar 1965 veröffentlichte Got to Get You off My Mind, mit Platz 1 in den R&B-Charts und Platz 22 in den Popcharts Burkes größter Hit. Bis 1969 konnte Burke diverse Songs in der Hitparade platzieren, darunter eine weitere Nummer-2-Platzierung Tonight’s the Night. Burke beeinflusste Sänger wie Mick Jagger, Rod Stewart und Tom Jones. 1965 tourte er erstmals durch Europa, und seine Konzerte waren meist sehr gut besucht.

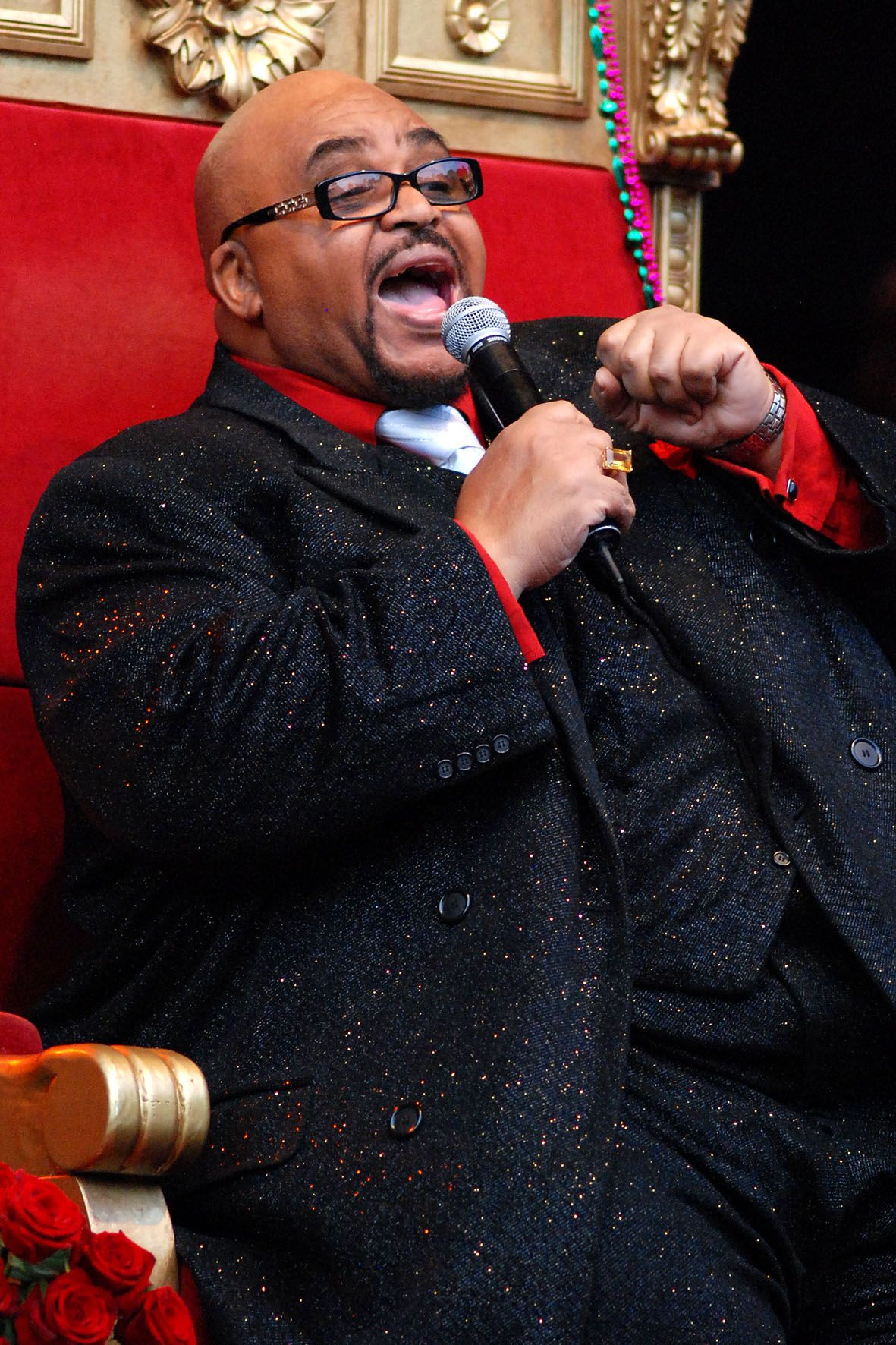
Solomon Burke (2010)

Nach sieben Jahren bei Atlantic wechselte Burke 1969 zu Bell Records. Es folgten viele weitere Label-Wechsel in den Jahren 1970/71, die Erfolge ließen aber merklich nach. 1972 verschwand Burke endgültig aus den Charts. 1975 verließ er nach einer letzten Veröffentlichung auf Chess Records zunächst das Musikgeschäft vollkommen. Erst neun Jahre später kehrte er in die Musikszene zurück. Er tourte durch Nordamerika und Europa und hatte auch weiterhin viele Fans, trotzdem ernteten seine Veröffentlichungen keine nennenswerten Erfolge mehr.
Nachdem das 1987er Album Love Trap miserable Kritiken erntete, zog sich Burke abermals in seine Gemeinde zurück und veröffentlichte zunächst nicht mehr. Er baute sich ein eigenes Bestattungsunternehmen auf, hatte 21 Kinder und wurde schließlich Urgroßvater. 1992 kam er auf die Idee ein Blues-Album aufzunehmen und unterschrieb bei Black Top Records. 1993 erschien das Album Soul of the Blues, das exzellente Kritiken bekam. Im selben Jahr erhielt er einen Pioneer Award der R&B Foundation. Für sein Album Live at the House of Blues kam 1994 ein W.-C.-Handy-Award hinzu. 1996 wurde Burkes Biographie von George Nierenberg als Sweet Inspiration verfilmt und 2001 wurde er in die Rock and Roll Hall of Fame aufgenommen.
Im Jahre 2002 veröffentlichte er das von Joe Henry produzierte Album Don’t Give Up on Me, das bei „Fat Possum Records“ erschien. Die Songs stammten u. a. von Van Morrison, Tom Waits, Elvis Costello, Joe Henry und Nick Lowe. Dafür bekam er einen Grammy in der Kategorie Bestes zeitgenössisches Bluesalbum. In den folgenden Jahren wurde er noch dreimal in dieser und zweimal in anderen Kategorien für eine weitere Auszeichnung nominiert. 2003 erhielt er den Living Blues Award in den Kategorien Best Live Performer und Most Outstanding Blues Singer.
Like a Fire hieß sein Album von 2008 bei Shout!/Soulfood. Die Songs stammten u. a. von Eric Clapton. Das Album widmete Burke seiner verstorbenen Tochter Michelle. 2010 veröffentlichte er auf E1 noch das Album Nothing’s Impossible, das 2011 den Blues Music Award als bestes Soul-Blues-Album erhielt. Burke persönlich wurde in diesem Jahr noch als bester Soul-Blues-Künstler ausgezeichnet.
Am 10. Oktober 2010 starb er mit 70 Jahren wahrscheinlich durch einen Herzinfarkt in einem Flugzeug, kurz nach der Landung der Maschine aus Los Angeles auf dem Flughafen von Amsterdam. Er hinterließ 21 Kinder und 90 Enkelkinder.
Der Rolling Stone listete Burke 2008 auf Rang 89 der 100 größten Sänger aller Zeiten.

## Diskografie

### Alben
| Jahr | Titel                          | Höchstplatzierung, Gesamtwochen, AuszeichnungChartplatzierungen (Jahr, Titel, Platzierungen, Wochen, Auszeichnungen, Anmerkungen) | Höchstplatzierung, Gesamtwochen, AuszeichnungChartplatzierungen (Jahr, Titel, Platzierungen, Wochen, Auszeichnungen, Anmerkungen) | Höchstplatzierung, Gesamtwochen, AuszeichnungChartplatzierungen (Jahr, Titel, Platzierungen, Wochen, Auszeichnungen, Anmerkungen) | Höchstplatzierung, Gesamtwochen, AuszeichnungChartplatzierungen (Jahr, Titel, Platzierungen, Wochen, Auszeichnungen, Anmerkungen) | Anmerkungen                                                  |
| Jahr | Titel                          | DE | AT | US | R&B | Anmerkungen                                                  |
| ---- | ------------------------------ | --- | --- | --- | --- | ------------------------------------------------------------ |
| 1965 | The Very Best of Solomon Burke | — | — | US141 (3 Wo.)US | R&B6 (5 Wo.)R&B | Best-of-Album                                                |
| 1969 | Proud Mary                     | — | — | US140 (4 Wo.)US | — |                                                              |
| 1975 | Music to Make Love By          | — | — | — | R&B54 (6 Wo.)R&B |                                                              |
| 2002 | Don’t Give Up on Me            | DE63 (5 Wo.)DE | AT75 (2 Wo.)AT | US138 (2 Wo.)US | — | Grammy (Blues Album), Living Blues Award (Album of the Year) |
| 2005 | Make Do with What You Got      | — | AT50 (2 Wo.)AT | — | — |                                                              |

grau schraffiert: keine Chartdaten aus diesem Jahr verfügbar
Albumveröffentlichungen
| - 1962: Solomon Burke (Kenwood) - 1964: Rock ’n’ Soul (Atlantic) - 1965: The Best of Solomon Burke (Atlantic) - 1968: I Wish I Knew (Atlantic) - 1968: King Solomon (Sequel) - 1969: Proud Mary - 1972: King Heavy - 1972: Electronic Magnetism (MGM) - 1972: Cool Breeze OST (MGM) - 1972: History of Solomon Burke (Pride Records) - 1972: We’re Almost Home (MGM) - 1974: I Have a Dream - 1975: Back to My Roots - 1975: Music to Make Love By - 1979: Sidewalks, Fences & Walls - 1979: Lord We Need a Miracle - 1979: Get Up and Do Something - 1981: King of Rock ’n’ Soul - 1983: Take Me, Shake Me (Live) - 1984: Soul Alive! | - 1986: A Change Is Gonna Come - 1987: Love Trap - 1990: Into My Life You Came - 1990: This Is His - 1990: Homeland - 1993: Soul of the Blues (Black Top Records) - 1994: Live at House of Blues - 1997: Definition of Soul - 1998: We Need a Miracle - 1999: Not by Water but Fire This Time - 2002: Soulman - 2002: Don’t Give Up on Me - 2002: The Incredible Solomon Burke at His Best - 2003: The Apollo Album - 2005: Make Do with What You Got - 2006: Nashville - 2008: Like a Fire - 2010: Nothing’s Impossible - 2010: Hold On Tight - 2013: Live at Montreux |

### Singles
| Jahr | Titel Album                                                        | Höchstplatzierung, Gesamtwochen, AuszeichnungChartplatzierungen (Jahr, Titel, Album, Platzierungen, Wochen, Auszeichnungen, Anmerkungen) | Höchstplatzierung, Gesamtwochen, AuszeichnungChartplatzierungen (Jahr, Titel, Album, Platzierungen, Wochen, Auszeichnungen, Anmerkungen) | Anmerkungen                                                                                        |
| Jahr | Titel Album                                                        | US | R&B | Anmerkungen                                                                                        |
| ---- | ------------------------------------------------------------------ | --- | --- | -------------------------------------------------------------------------------------------------- |
| 1961 | Just out of Reach (Of My Two Open Arms) Rock ’n Soul               | US24 (17 Wo.)US | R&B7 (19 Wo.)R&B | Autor: Virgil Stewart                                                                              |
| 1962 | Cry to Me Rock ’n Soul                                             | US44 (10 Wo.)US | R&B5 (12 Wo.)R&B | Autor: B. Russell                                                                                  |
| 1962 | I’m Hanging Up My Heart for You Solomon Burke’s Greatest Hits      | US85 (2 Wo.)US | R&B15 (11 Wo.)R&B | Autoren: John Berry, D. Covay                                                                      |
| 1962 | Down in the Valley Solomon Burke’s Greatest Hits                   | US71 (8 Wo.)US | R&B20 (7 Wo.)R&B | Autoren: S. Burke, B. Russell als B-Seite von I’m Hanging Up My Heart for You veröffentlicht       |
| 1962 | I Really Don’t Want to Know If You Need Me                         | US93 (3 Wo.)US | — | Original: Les Paul & Mary Ford (1954) Autoren: Don Robertson, Howard Barnes                        |
| 1963 | If You Need Me                                                     | US37 (11 Wo.)US | R&B2 (12 Wo.)R&B | Original: Wilson Pickett (1963), Autoren: W. Pickett, Robert Bateman, Sonny Sanders                |
| 1963 | Can’t Nobody Love You                                              | US66 (6 Wo.)US | — | Autor: James Mitchell                                                                              |
| 1963 | You’re Good for Me Rock ’n Soul                                    | US49 (8 Wo.)US | R&B3 (15 Wo.)R&B | Autoren: D. Covay, H. Ott                                                                          |
| 1964 | He’ll Have to Go Rock ’n Soul                                      | US51 (8 Wo.)US | R&B17 (6 Wo.)R&B | Autoren: Joe Allison, Audrey Allison                                                               |
| 1964 | Goodbye Baby (Baby Goodbye) Rock ’n Soul                           | US33 (10 Wo.)US | R&B8 (13 Wo.)R&B | Autoren: B. Russell, W. Farrell                                                                    |
| 1964 | Everybody Needs Somebody to Love The Best of Solomon Burke         | US58 (8 Wo.)US | R&B4 (14 Wo.)R&B | Autoren: B. Russell, S. Burke, J. Wexler R&R HoF, Platz 429 der Rolling-Stone-500 (2004)           |
| 1964 | Yes I Do                                                           | US92 (3 Wo.)US | R&B38 (4 Wo.)R&B | Autor: B. Russell                                                                                  |
| 1964 | The Price The Best of Solomon Burke                                | US57 (5 Wo.)US | R&B10 (10 Wo.)R&B | Autoren: S. Burke, S. Burke Jr., J. B. Moore                                                       |
| 1965 | Got to Get You off My Mind The Best of Solomon Burke               | US22 (10 Wo.)US | R&B1 (13 Wo.)R&B | Autoren: Delores Burke, S. Burke                                                                   |
| 1965 | Tonight’s the Night The Best of Solomon Burke                      | US28 (10 Wo.)US | R&B2 (15 Wo.)R&B | Autoren: S. Burke, D. Covay                                                                        |
| 1965 | Someone Is Watching King Solomon                                   | US89 (4 Wo.)US | R&B24 (6 Wo.)R&B | Autoren: S. Burke, E. Floyd, Al Bell                                                               |
| 1965 | Only Love (Can Save Me Now)                                        | US94 (2 Wo.)US | — | Autoren: Larry Harrison, Jimmy T. Williams, S. Burke                                               |
| 1966 | Baby Come On Home King Solomon                                     | US96 (2 Wo.)US | R&B31 (3 Wo.)R&B | Autor: B. Russell                                                                                  |
| 1966 | I Feel a Sin Coming On                                             | US97 (2 Wo.)US | — | Autoren: Orville Couch, Eddie McDuff                                                               |
| 1966 | Keep Looking                                                       | — | R&B38 (5 Wo.)R&B | Autor: S. Burke                                                                                    |
| 1967 | Keep a Light in the Window Till I Come Home King Solomon           | US64 (5 Wo.)US | R&B15 (9 Wo.)R&B | Autor: J. W. Alexander                                                                             |
| 1967 | Take Me (Just as I Am) King Solomon                                | US49 (5 Wo.)US | R&B11 (10 Wo.)R&B | Autor: J. Brown                                                                                    |
| 1967 | Detroit City King Solomon                                          | — | R&B47 (2 Wo.)R&B | Autoren: Danny Dill, M. Tillis                                                                     |
| 1968 | I Wish I Knew (How It Would Feel to Be Free) I Wish I Knew         | US68 (8 Wo.)US | R&B32 (6 Wo.)R&B | Autoren: Billy Taylor, Dick Dallas                                                                 |
| 1969 | Up Tight, Good Woman Proud Mary                                    | — | R&B47 (4 Wo.)R&B | Original: Laura Lee als Up Tight, Good Man (1967) Autoren: Dan Penn, Jimmy Johnson, Spooner Oldham |
| 1969 | Proud Mary                                                         | US45 (7 Wo.)US | R&B15 (6 Wo.)R&B | Original: Creedence Clearwater Revival (1969), Autor: John Fogerty                                 |
| 1971 | The Electronic Magnetism (That’s Heavy, Baby) Electronic Magnetism | US96 (2 Wo.)US | R&B26 (9 Wo.)R&B | Autoren: M. Burke, S. Burke Jr., B. Burke                                                          |
| 1972 | Love’s Street and Fool’s Road Cool Breeze (Soundtrack)             | US89 (5 Wo.)US | R&B13 (13 Wo.)R&B | Autor: S. Burke                                                                                    |
| 1972 | We’re Almost Home Cool Breeze (Soundtrack)                         | — | R&B42 (4 Wo.)R&B | Autoren: S. Burke Jr., S. Burke                                                                    |
| 1972 | Get Up and Do Something for Yourself Cool Breeze (Soundtrack)      | — | R&B49 (2 Wo.)R&B | Autoren: S. Burke Jr., S. Burke                                                                    |
| 1973 | Shambala                                                           | — | R&B97 (2 Wo.)R&B | Autor: Daniel Moore                                                                                |
| 1974 | Midnight and You                                                   | — | R&B14 (10 Wo.)R&B | Autoren: Billy Page, Gene Page                                                                     |
| 1975 | You and Your Baby Blues Music to Make Love By                      | US96 (2 Wo.)US | R&B19 (4 Wo.)R&B | Autoren: S. Burke, Jerry Styner                                                                    |
| 1975 | Let Me Wrap My Arms Around You Music to Make Love By               | — | R&B72 (7 Wo.)R&B | Autor: S. Burke                                                                                    |
| 1978 | Please Don’t You Say Goodbye to Me                                 | — | R&B91 (4 Wo.)R&B | Autor: J. Williams Jr.                                                                             |

### Gastbeiträge
| Jahr | Titel Album         | Höchstplatzierung, Gesamtwochen, AuszeichnungChartsChartplatzierungen (Jahr, Titel, Album, Platzierungen, Wochen, Auszeichnungen, Anmerkungen) | Anmerkungen                   |
| Jahr | Titel Album         | UK | Anmerkungen                   |
| ---- | ------------------- | --- | ----------------------------- |
| 2003 | Catch Up to My Step | UK63 (2 Wo.)UK | Junkie XL feat. Solomon Burke |

Singleveröffentlichungen
Apollo:
- Christmas Presents / When I’m All Alone (#485), Dezember 1955
- I’m in Love / Why Do Me That Way (#487), Februar 1956
- I’m All Alone / To Thee (#491), Mai 1956
- No Man Walks Alone / Walking in a Dream (#500), September 1956
- You Can Run but You Can’t Hide / A Picture of You (#505), November 1956
- This Is It / I Need You Tonight (#511), April 1957
- You Are My One Love / For You and You Alone (#512), Juni 1957
- They Always Say / Don’t Cry (#522), März 1958
- My Heart Is a Chapel / This Is It (#527), August 1958

Singular:
- Doodle Dee Doo / It’s All Right (#1314), Juni 1959
- This Little Ring / I’m Not Afraid (#1812), Juli 1960

Atlantic:
- Keep the Magic Working / How Many Times (#2089), Januar 1961

Als Little Vincent:
- You Don’t Send Me Anymore / Always Together (Apollo #747), Februar 1961

Solomon Burke:
Atlantic:
- Just Out of Reach (Of My Two Empty Arms) / Be Bop Grandma (#2114), September 1961
- Cry to Me / I Almost Lost My Mind (#2131), Dezember 1961, (UK: Platin)[11]
- I’m Hanging Up My Heart for You / Down in the Valley (#2147), Mai 1962
- I Really Don’t Want to Know / Tonight My Heart She Is Crying (#2157), August 1962
- Go On Back to Him / I Said I Was Sorry (#2170), Dezember 1962
- Words / Home in Your Heart (#2180), März 1963
- If You Need Me / You Can Make It if You Try (#2185), April 1963
- Can’t Nobody Love You / Stupidity (#2196), Juli 1963
- You’re Good for Me / Beautiful Brown Eyes (#2205), September 1963
- He’ll Have to Go / Rockin’ Soul (#2218), Januar 1964
- Goodbye Baby (Baby Goodbye) / Someone to Love Me (#2226), April 1964
- Everybody Needs Somebody to Love / Looking for My Baby (#2241), Juli 1964
- Yes I Do / Won’t You Give Him (One More Chance) (#2254), September 1964
- The Price / More Rockin’ Soul (#2259), November 1964
- Got to Get You off My Mind / Peepin’ (#2276), Februar 1965
- Tonight’s the Night / Maggie’s Farm (#2288), Mai 1965
- Someone Is Watching / Dance, Dance, Dance (#2299), August 1965
- Only Love Can Save Me Now / Little Girl That Loves Me (#2308), November 1965
- Baby Come On Home / I Can’t Stop Loving You Now (#2314), Dezember 1965
- I Feel a Sin Coming On / Mountain of Pride (#2327), März 1966
- Lawdy Miss Clawdy / Suddenly (#2345), Juni 1966
- Keep Looking / I Don’t Want You No More (#2349), Juli 1966
- When She Touches Me / How Do You Make Me Love You Like I Do (#2359), September 1966
- Presents for Christmas / A Tear Fell (#2369), November 1966
- Keep a Light in the Window Till I Come Home / Time Is a Thief (#2378), Februar 1967
- Take Me (Just as I Am) / I Stayed Away Too Long (#2416), Juni 1967
- Detroit City / It’s Been a Change (#2459), November 1967
- Party People / Need Your Love So Bad (#2483), Februar 1968
- I Wish I Knew (How It Would Feel to Be Free) / It’s Just a Matter of Time (#2507), April 1968
- Meet Me in Church / Save It (#2537), Juni 1968
- What’d I Say / Get Out of My Life Woman (#2566), September 1968

BELL:
- Up Tight Good Woman / I Can’t Stop (#759), Januar 1969
- Proud Mary / What Am I Living For (#783), April 1969
- That Lucky Old Sun / How Big a Fool (#806), Juli 1969
- The Generation of Revelations / I’m Gonna Stay Right Here (#829), Oktober 1969
- In the Ghetto / God Knows I Love You (#891), August 1970

MGM:
- Lookin’ Out My Back Door / All for the Love of Sunshine (#14185), November 1970
- The Electronic Magnetism (That’s Heavy, Baby) / Bridge of Life (#14221), April 1971
- J.C., I Know Who You Are / The Things Love Will Make You Do (#14279), Juli 1971
- The Night They Drove Old Dixie Down / PSR 1983 (#14302), November 1971
- Love’s Street and Fool’s Road / I Got to Tell It (#14353), April 1972
- We’re Almost Home / Fight Back (#14402), Juni 1972
- Get Up and Do Something for Yourself / Misty (#14425), August 1972

PRIDE:
- I Can’t Stop Loving You Pt. 1 / I Can’t Stop Loving You Pt.2 (#1017), Oktober 1972
- All I Want for Christmas / I Can’t Stop Loving You, Pt.1 (#1022), Dezember 1972

MGM:
- Shambala / Love Thy Neighbor (#14571), Mai 1973
- Georgia Up North / Here Comes the Train (#14651), Oktober 1973

PRIDE:
- My Prayer / Ookie Bookie Man (#1028), Dezember 1973
- Sentimental Journey / Vaya Con Dios (mit Lady Lee) (#1038), April 1974

ABC:
- Midnight and You / I Have a Dream (#4388), April 1974

CHESS:
- You and Your Baby Blues / I’m Leaving on That Late, Late Train (#2159), März 1975
- Let Me Wrap My Arms Around You / Everlasting Love (#2172), Juni 1975
- I’ll Never Stop Loving You / Do Right Song (#401), 1976
- I’m Going Back to My Roots / Love’s Paradise (#30003), 1977

AMHERST:
- Please Don’t Say Goodbye to Me / See That Girl (#736), 1978

INFINITY:
- Sidewalks, Fences and Walls / Boo Hoo Hoo (Cra-Cra-Craya) (#50046), 1979

SAVOY:
- Silent Night / A Christmas Prayer (#0002), Dezember 1980

SOULTOWN:
- Bettin’ on America / Cowboy Hat (#3001), 1981

ROUNDER:
- A Change Is Gonna Come / Let It Be You and Me (#4554), 1986
- Love Buys Love / What a Man Won’t Do for a Woman (#4557), 1987

OUTPOST:
- Power (#OET-3001), 1989

The Soul Clan:
- Soul Meeting / That’s How It Feels (#2530), Originalaufnahme aus 1968

Fat Possum:
- None of Us Are Free (Radio Edit)/Don’t Give Up on Me (Live)/I Need a Holiday (#1090-2), 2002

### Videoalben
- 2007: Live at Baloise Session
- 2013: Live at Montreux